# Lucius II: The Prophecy
Lucius II: The Prophecy ist ein Computerspiel des finnischen Entwicklungsstudios Shiver Games aus dem Jahr 2015. Das Action-Adventure ist die Fortsetzung des 2012 erschienenen Lucius.

## Handlung
Lucius, am 6. Juni 1966 geboren, ist der Sohn des Teufels. An seinem sechsten Geburtstag offenbarte sich ihm sein Vater. In seinem Auftrag brachte Lucius im ersten Teil seine komplette Familie samt Hauspersonal um. Zum Ende des Spiels brannte der Junge das Haus seiner Eltern nieder und wurde in eine Nervenheilanstalt gebracht.
Die Handlung von Lucius II setzt direkt an den Vorgänger an. Lucius befindet sich als Patient in der Nervenheilanstalt namens St. Benedict Memorial Hospital und muss seine Spuren verwischen, die letzten Zeugen töten und sich schließlich in die Kleinstadt Ludlow aufmachen, um dort seine Prophezeiung zu erfüllen. Hilfe bekommt er von Detective McGuffin, der ihn aus dem brennenden Herrenhaus gerettet hat.
Zu Beginn des Spiels erwacht Lucius in seinem Zimmer im Krankenhaus und hat das Verlangen, eine Nonne, die ihn behandelt, zu töten. Deswegen wird er in eine Zelle gesteckt und bekommt von einem Arzt Elektroschläge. Aufgrund dieser Schläge erlangt er seine teuflischen Fähigkeiten wieder. Währenddessen wird Detective McGuffin vom Teufel besucht, der ihn beauftragt, seinen Sohn zu beschützen. Während Lucius aus der Psychiatrie ausbricht und viele Angestellte des Krankenhauses tötet, erfährt er, dass sein Vater einen weiteren Sohn namens Isaac Gilmore hat. Dieser richtet durch seine teuflischen Kräfte schlimme Schäden in Ludlow an, weswegen Lucius sich auf den Weg zu dem Dorf macht. Er findet dabei raus, dass sein Vater Charles Wagner bei dem Brand nicht ums Leben gekommen ist, woraufhin er ihn umbringt. Mit der Hilfe des Detektivs gelangt er schließlich nach Ludlow, wo sein Bruder sein Unwesen treibt. Die Jungen wollen sich nun gegenseitig töten, da beide der Nachfolger vom Antichristen werden wollen. Lucius findet heraus, dass das einzige, was Isaac besiegen kann, Salz ist, und tötet ihn mit einem Salzkanister. Während er danach versucht, seine Prophezeiung zu erfüllen, steht sein Bruder von den Toten auf und versucht, den Protagonisten mit Feuerbällen zu töten. Er kann ihn jedoch erneut besiegen, weshalb ihm sein Vater die Heilige Schriftrolle überreicht, mit der er zu noch mehr Macht kommt. Zum Ende des Spiels erfährt Lucius, dass Luzifer noch mehr Söhne hat, die er ebenfalls töten möchte.

## Spielprinzip und Technik
Der Spieler schlüpft in die Rolle des namensgebenden Jungen Lucius. Auf mehr oder minder ausgefallene Art und Weise tötet man nach und nach das größtenteils unschuldige Personal des Krankenhauses und dessen Patienten. Dazu muss der Spieler Rätsel lösen und die magische Begabung des Protagonisten einsetzen. Die Handlung wird dabei, wie im Vorgänger auch, durch Detective MacGuffin, der in den mysteriösen Mordfällen ermittelt, kommentiert.
Lucius spielt sich wie eine Mischung zwischen klassischem Point-and-Click-Adventure und einem Third-Person-Shooter und weist Anleihen von der Hitman-Serie auf, jedoch fehlen Schleich-Komponenten nahezu völlig.

## Entwicklungs- und Veröffentlichungsgeschichte
Das Spiel ist der Nachfolger des Horror-Adventures Lucius. Es wurde im August 2014 angekündigt und am Freitag, den 13. Februar 2015 veröffentlicht. Eine Übersetzung ins Deutsche gibt es nicht, da zum Zeitpunkt der Veröffentlichung unklar war, ob das Spiel wie der Vorgänger in Deutschland indiziert würde.

## Rezeption
Lucius II erhielt gemischte bis negative Bewertungen. Die Rezensionsdatenbank Metacritic aggregiert 10 Rezensionen zu einem Mittelwert von 48.
4Players schrieb über das Spiel: „Die Geschichte, die sich dahinter verbirgt, ist konfus, langatmig und für jeden, der schon ein oder zwei Horror-Filme gesehen hat, sehr vorhersehbar“, und gab ihm eine Wertung von 51 %.